# 余夢說
余夢說（1503年—？年），字商卿，四川順慶府廣安州人，民籍。

## 生平
四月二十日生，行五，治《易經》，由國子生中式四川鄉試第二十六名舉人，年三十九歲中式嘉靖二十年辛丑科會試第二百一十三名，第三甲第五十三名進士。曾任巴陵县知县。

## 家族
曾祖余敏時；祖余璉，典史；父余相，知縣；母熊氏。慈侍下，妻薛氏，兄夢麟；夢龍（監生）；夢熊；夢璋。